# 曲靖市
曲靖市（きょくせい-し）は中華人民共和国雲南省に位置する地級市。

## 歴史
秦漢代には五尺道が建設され雲南地区と中原地区を連絡する交通の要衝であった。後漢代には行政区域として味県が設置されている。225年には建寧郡に、晋代には寧州が設置され、雲南地方における行政、経済、文化の中心として現在に至っている。
1997年に地級市に昇格した。

## 行政区画
3市轄区・1県級市・5県を管轄する。
- 市轄区：
  - 麒麟区・沾益区・馬竜区
- 県級市：
  - 宣威市
- 県：
  - 陸良県・師宗県・羅平県・富源県・会沢県

| 曲靖市の地図                                                   |
| -------------------------------------------------------------- |
| 麒麟区 沾益区 馬竜区 陸良県 師宗県 羅平県 富源県 会沢県 宣威市 |

### 年表
この節の出典

#### 曲靖地区
- 1949年10月1日 - 中華人民共和国雲南省曲靖専区が成立。曲靖県・沾益県・平彝県・宣威県・馬竜県・嵩明県・尋甸県が発足。(7県)
- 1954年6月12日 - 宜良専区羅平県・陸良県・路南県・師宗県・宜良県・瀘西県を編入。(13県)
- 1954年6月30日 (13県)
  - 平彝県が富源県に改称。
  - 宣威県が榕峰県に改称。
- 1957年3月26日 (11県2自治県)
  - 尋甸県および嵩明県・馬竜県の各一部が合併し、尋甸回族自治県が発足。
  - 路南県の一部が分立し、路南イ族自治県が発足。
  - 路南県の残部が宜良県に編入。
- 1958年10月20日 - 沾益県が曲靖県に編入。(10県2自治県)
- 1959年11月30日 - 榕峰県が宣威県に改称。(10県2自治県)
- 1960年9月13日 (7県)
  - 馬竜県が曲靖県に編入。
  - 師宗県が羅平県に編入。
  - 瀘西県が紅河ハニ族イ族自治州弥勒県に編入。
  - 路南イ族自治県が宜良県に編入。
  - 尋甸回族自治県・嵩明県が合併し、尋甸県が発足。
- 1962年3月27日 (10県)
  - 曲靖県の一部が分立し、馬竜県が発足。
  - 羅平県の一部が分立し、師宗県が発足。
  - 尋甸県の一部が分立し、嵩明県が発足。
- 1964年6月5日 - 宜良県の一部が分立し、路南イ族自治県が発足。(10県1自治県)
- 1964年6月15日 - 昭通専区会沢県を編入。(11県1自治県)
- 1965年7月19日 - 曲靖県の一部が分立し、沾益県が発足。(12県1自治県)
- 1966年4月8日 - 宣威県の一部が貴州省興義専区盤県特区に編入。(12県1自治県)
- 1970年 - 曲靖専区が曲靖地区に改称。(12県1自治県)
- 1979年1月5日 - 尋甸県が自治県に移行し、尋甸回族イ族自治県となる。(11県2自治県)
- 1983年9月9日 (1市7県1自治県)
  - 宜良県・嵩明県・路南イ族自治県が昆明市に編入。
  - 曲靖県・沾益県が合併し、曲靖市が発足。
- 1984年3月2日 - 尋甸回族イ族自治県の一部が東川市に編入。(1市7県1自治県)
- 1994年2月18日 - 宣威県が市制施行し、宣威市となる。(2市6県1自治県)
- 1997年5月6日 - 曲靖地区が地級市の曲靖市に昇格。

#### 曲靖市
- 1997年5月6日 - 曲靖地区が地級市の曲靖市に昇格。(1区1市7県1自治県)
  - 曲靖市が分割され、麒麟区・沾益県が発足。
- 1998年12月6日 - 尋甸回族イ族自治県が昆明市に編入。(1区1市7県)
- 2016年3月20日 - 沾益県が区制施行し、沾益区となる。(2区1市6県)
- 2018年2月9日 - 馬竜県が区制施行し、馬竜区となる。(3区1市5県)

## 交通

### 鉄道
中国鉄路総公司
- 曲靖北駅（中国語版） - 滬昆旅客専用線の駅で、市街地北郊に位置する。
- 曲靖駅（中国語版） - 滬昆線、盤西線、南昆線の駅。当駅と省都の昆明駅の間は在来線のCRH型電車列車で1時間15分である[3]。

### 道路
- 高速道路
  - 杭瑞高速道路
  - 滬昆高速道路
  - 汕昆高速道路
  - 渝昆高速道路
  - S16 沾会高速道路
  - S18 曲陸高速道路
- 国道
  - G213国道
  - G320国道
  - G324国道
  - G326国道